# 奈良街道 (京都府)
奈良街道（ならかいどう）は、奈良（大和国）に向かう街道の汎称である。本項で説明する京都府（山城国）内における奈良街道については、歴史的経緯から府内におけるいくつかの異なる起点・経路が存在する。
このうち、京（洛中）から伏見を経て奈良へ至る街道は、とりわけ豊臣秀吉の伏見城築城の時期に拓かれた経路を中心に大和街道（やまとかいどう）と呼ばれる。
奈良（大和国）へ向かう街道の汎称として、奈良街道・大和街道と言われるように、奈良側からは京（洛中）へ向かう街道の汎称である「京街道」「京道」とも言い、道標などにもそのように示される。ただし、奈良県内の道のりが短いこともあり、今日において一般的には用いられない。また、そもそも京（洛中）に向かわず「京街道」に当たらない経路もある。

## 変遷

### 中世まで
原形は北陸道から平城京などの奈良盆地に置かれた宮都（その端緒を7世紀初頭推古期の飛鳥京に求める論考もある。）に向かう古代官道である。その道筋は、近江国から小関越あるいは逢坂関を越えてから山背国に入り、山科盆地を南に下ったあと、巨椋池湖畔（近世以降の宇治川右岸）を経て宇治川（宇治橋）を渡り、宇治を経て、木津川右岸の山城盆地（広義の京都盆地（山城盆地）の巨椋池以南）を南下し、木津川（泉川）を渡り、奈良へ向かうものである。
平安京遷都後も奈良へ向かう際は巨椋池を避け、深草大亀谷 – 六地蔵 – 木幡 – 宇治経由の道（現在のJR奈良線とほぼ並行）がとられた。
宇治から南の山城盆地内の経路は、時代によって変化したと考えられるが、概ね、宇治 – 久世鷺坂（あるいは広野（宇治市）） – 奈島（城陽市） – 多賀（綴喜郡井手町） – 上狛（木津川市山城町） – 木津（木津川市木津町）を通り、奈良坂を越えて奈良に至っていたと考えられる。

### 近世
秀吉の伏見城築城によって巨椋池が改修され、宇治川の流れが伏見に導かれるようになった。伏見からこの宇治川を豊後橋（現在の観月橋）で対岸の向島に渡り、小倉堤上の道を抜ける街道が整備され、大和街道と呼ばれるようになった。
また、このとき巨椋池以南では、広野村で宇治からの旧道と合したあと、観音堂村（現在の城陽市観音堂）から丘陵地に向かう旧道と分かれ、直接低地の奈島 – 十六（城陽市） – 多賀茶屋（井手町）を経由し、ここから木津川の堤防上の道を経ながら玉水（井手町）を経て、上狛（木津川市山城町）に至る道筋がとられるようになり、木津の渡しで木津川を渡り、木津を経て奈良坂を越える道筋と合わせて近代まで引き継がれた。また、江戸幕府は、大和街道に伏見宿・長池宿・玉水宿・木津宿の宿場を置いた。
また、玉水・木津間の綺田村には「藪の渡し」があり、ここで木津川を西の左岸に渡り、吐師村、相楽村（いずれも現在の木津川市）を経て、歌姫越で大和国に入り、西ノ京を経て郡山・法隆寺へ至る道につながっていた。
京（洛中）から伏見の間は、五条大橋で鴨川を渡り、東山の山麓をまっすぐ南下する伏見街道と、鴨川を渡り竹田村を経る竹田街道が大和街道の一部とされた。伏見街道は秀吉が拓いたといわれ、家屋が連担し、京と伏見の間に町続きを形成していた。竹田街道は東洞院通の竹田口と、油小路通に通じていた。なお、現在の京都市東山区で伏見街道（本町通）の東を並行する「大和大路通」は、大和街道の一部ではなく、近世よりも前において奈良に向かう道のりの一部にあたる。
秀吉は、伏見城築城に際し、深草から六地蔵までの旧路（北坂）を廃し、八科峠を通る経路に付け替えさせた。また宇治橋を破却して、豊後橋を通らずに奈良に至る道を否定したが、宇治橋は1599年（慶長4年）に徳川家康により復興した。
伏見からは深草の藤森神社から大亀谷を経て稲荷山の南麓を勧修寺に抜け（大岩街道）、山科盆地を小野を経て、髭茶屋追分で東海道に合流し大津へ至る大津街道が整備され、江戸幕府は、この経路も東海道（東海道五十七次）の一部に位置付けると共に、小野から六地蔵を経て豊後橋に至る道も、この東海道（大津街道）の脇往還として利用された。
六地蔵は、伏見宿の一部に位置付けられ伏見町の京橋（西口）とともに大和口（東口）として、伝馬所が設置されて元禄期には33匹の伝馬が置かれた「伏見宿大和口六地蔵駅」であった。

### 近代・現代
明治時代の京都府令によると、京都から竹田街道（当初の京都・伏見間の経路は伏見街道）を通り、伏見を経て、巨椋池の小倉堤上を通り、その後木津川を渡り大和国境に至る道を大和街道、深草村大字鳥居崎町で伏見街道と分岐し、西福寺で南に分岐したのち現在の墨染通を東に進み、紀伊郡深草村大字大亀谷を通り八科峠を越え堀内村大字六地蔵に至り、宇治川右岸を通り久世郡宇治町大字宇治郷を経て大久保村大字広野で大和街道と合流、相楽郡棚倉村大字綺田の「藪の渡し」（現在の木津川市）で大和街道と分岐し木津川を渡り相楽村を経て大和国境に至る道を郡山街道としている。
後に、東海道の髭茶屋追分から山科盆地を南下し六地蔵に至り、そこから宇治川右岸を通って伏見観月橋で大和街道と合流する道を奈良街道として加えている。
京都・奈良間の国道については、奈良県が設置された1887年（明治20年）に、49号「東京より奈良県に達する路線」が追加指定された。この路線は、現在の国道1号にあたる当時の国道2号から、京都府宇治郡山科村（髭茶屋追分）で分岐して六地蔵・宇治・広野を経て奈良市に至るもので、六地蔵までは上記の「奈良街道」、広野までは「郡山街道」、広野以南は「大和街道」にあたる。奈良県内では、奈良坂越えが国道に指定されている。また、1920年（明治43年）には59号として「東京より第16師団に達する路線」が追加指定された。この路線は三条大橋まで国道2号と同じ経路で、その先で分岐して深草に設置された第16師団に至っていた。その後の1920年（大正9年）施行の旧道路法に基づく路線認定では、旧49号が国道15号「東京市より奈良県庁所在地に達する路線」となった。国道15号は、山科・六地蔵経由の旧49号ではなく、旧59号の経路を踏襲し、京都市中心部を経て伏見以南は観月橋を通る上記の「大和街道」のルートが採られた。
その後、1935年（昭和8年）から巨椋池の干拓が始まるが、1937年（昭和12年）からは、観月橋南詰から巨椋池の二の丸池であった干拓地に新道が通されるほか、槇島町から奈良市にかけての全面的な整備がはじまった。この整備は戦争により中断したが、戦後1948年（昭和23年）年に再開され、1953年（昭和28年）に完成してほぼ現在に近いルートとなった。1952年（昭和27年）には新道路法に基づく路線指定で、旧15号が一級国道24号として指定。1972年（昭和47年）3月には師団街道・京町通に代わって伏見バイパスと竹田街道が、国道24号のルートとなった。近年では、京都・奈良間の国道24号に奈良街道という愛称が付されている。
また、山科盆地では、髭茶屋追分から小野を経て六地蔵に至るかつての街道が、大宅（京都市山科区）から石田（京都市伏見区）までの間は、京阪電鉄の未成線（六地蔵線）の敷地を利用した新道が敷設されて、府県道（滋賀県道・京都府道36号大津宇治線）に指定されている。これを奈良街道（新奈良街道）、旧道部分は旧奈良街道と呼び、名称は道路標識でも示されている。

## 「奈良街道」と「大和街道」
奈良街道と大和街道は、いずれも奈良（大和国）に向かう街道を指し、本来同義であるが、京都府内では、「奈良街道」と「大和街道」の名称は区別されて使われることが多い。

### 歴史的な道の呼び名
歴史的な道（街道）の呼び名としては、奈良（大和国）に向かう街道を指す汎称として「奈良街道」という呼称が用いられるが、豊臣秀吉が築かせた巨椋池の堤（小倉堤）を通り、また南部においても木津川の堤の上を利用するようになった道のことはこれを区別して「大和街道」と呼ぶのが一般的である。それに対してそれまでの京・奈良間の経路は「大和路」や「奈良街道」と呼ばれる。また、「かつての大和街道」と表現される場合もある。
一方で、秀吉が拓いたものを「新大和街道」とし、それ以前の経路を「大和街道」や「奈良街道」という場合もある。
京・伏見間を含めて「大和街道」と呼ぶこともあり、その場合「伏見街道」を含めることが多いが、近代の大和街道の経路から「竹田街道」とされることもある。

### 現在の幹線道路
現在の幹線道路では、山科盆地を縦走し大津市追分町と宇治市六地蔵をつなぐ府道36号に「奈良街道」の名称が用いられ、標識にも表示される。
また、国道24号の京都・奈良間の愛称が「奈良街道」とされているが、京都市内では、かつては京から見た伏見は奈良方面だけでなく大阪方面への陸路・水路の玄関口でもあったこと、国道24号の現道を指して竹田街道などの名称が用いられることや、同じ市内に前述の別経路の「奈良街道」があることから、「奈良街道」の名称はあまり用いられない。
また、京都市内では、幹線道路を指して「大和街道」と呼ぶことはなく、国道24号の道路標識で、分岐する別の道を指して「大和街道」と案内するなど「大和街道」は歴史的な街道として認識される。

## 奈良街道または大和街道と称される区間
上記「#変遷」の経路のうち、大岩街道を除くものが京都府内で奈良街道・大和街道と呼ばれる。以下に区間ごとに説明する。

### 大和街道（小倉堤上の道）
伏見から豊後橋（現在の観月橋）で宇治川を渡り、巨椋池（二の丸池と大池の間）に築かれた小倉堤の堤上を進み、西目川、槇島を経て、小倉からは直線的に南下して広野で宇治からの道と合流し、奈良へと続く。
豊臣秀吉は、伏見に移るにあたり、巨椋池に新しい堤（小倉堤）を作り、新しく伏見と奈良の間に新道を開いた。この新道をこの時から大和街道と称することとなった。
明治時代には、京都から伏見街道（後に竹田街道）を経て伏見までの区間もあわせ、奈良県境までが大和街道と位置付けられた。
現在は、京都・奈良間をつなぐ街道として「奈良街道」、あるいは、京都・奈良間をつなぐかつての幹線道路として「旧奈良街道」と呼ばれることもあるが、観月橋から大久保までの区間は、江戸時代から明治時代に掛けての呼称である「大和街道」と言われることが多い。
小倉堤は巨椋池干拓とその後の宅地開発に際し切り崩されたが、西目川や槇島で一部地盤が高くなっている部分が残されている。

### 巨椋池東岸（六地蔵から宇治を経て広野へ）
六地蔵（あるいは西の観月橋付近）から木幡、宇治を経て、宇治橋を渡り、広野の宇治屋の辻で小倉堤上を南下してきた大和街道と合流する。明治時代には、墨染から深草大亀谷、八科峠を経て六地蔵までの道（墨染通）とあわせて、「郡山街道」の一部として位置付けられた。現在は、郡山街道と呼ばれることは無く、奈良へ通じる街道として「奈良街道」、あるいは宇治に至る道として「宇治街道」「宇治道」と呼ばれる。
六地蔵・宇治間では山側に新道（京都府道7号京都宇治線）が敷設されている。宇治・広野間の道のりは概ね京都府道15号宇治淀線の一部にあたる。

#### 宇治屋の辻
宇治街道（宇治道）が大和街道に交わる場所（現在の広野町東裏交差点）は、宇治屋の辻と呼ばれ、上部に十一面観音が祀られ、東面には「左 なら道」、西面には「左 京道」、南面には「右 うぢミち」（宇治道）と彫られた道標が置かれていた。この道標は1997年（平成9年）11月8日に車両交通事故により破損したが、この道標を管理する広野町3丁目町内会が元の道標を宇治市に寄贈し、広野公民館に移設・保存されている。元の地には現在、同町内会が復元した道標が建つ。

### 山科盆地内（髭茶屋追分から六地蔵）
東海道の髭茶屋追分で三条大橋への道と分かれ南西へ進み、大宅、小野、醍醐を経て、六地蔵に達する。明治時代には、前記区間と六地蔵から宇治川右岸を下り観月橋までを含めた区間が「奈良街道」と位置付けられた。
大宅より南では直線上に新道が敷設されており、現在はこちらが「奈良街道」、旧道部が「旧奈良街道」と称される。
髭茶屋追分から小野付近までは、大坂へと向かうかつての東海道延長部（東海道五十七次）の一部でもある。東海道は、小野付近で分岐し勧修寺、大岩街道を経て伏見へと続く。